# Chrastná (Vlastislav)
Chrastná (deutsch Chrastney, auch Chrasney, Krasney) ist eine Ansiedlung in der Gemeinde Vlastislav in Tschechien.

## Geographie
Chrastná liegt jenseits des Modla auf einer Anhöhe und etwa ¼ Stunde südwestlich von Skalka.

## Geschichte
Erstmals erwähnt wurde Chrastney 1184 als Chrazna, 1291 als Crastna, 1399 als Chrasstne und 1552 als Chrastna. Der Name geht auf das tschechische Adjektiv chrastný zurück, abgeleitet von dem alttschechischen Wort chrast für Gesträuch. In den Jahren 1787 und 1833 hatte der Ort neun Hausnummern mit insgesamt 43 Einwohnern, von denen 1833 sieben Häuser Untertanen von Dlaschkowitz, zwei Häuser Untertanen von Netluk waren. Eingepfarrt ist Chrastney seit mindestens 1674 im Pfarrbezirk Suttom, in dessen Kirchenbüchern es auch seitdem zu finden ist.

## Familiennamen
1. Bauer (1650–1840), Neudek (1840–1945)
2. Bauer (1743–1843), Petrowitz (1858), Wolf (1884–1945)
3. Gärtner (1620–1840), Fritsch (1840–1945)
4. Koch (1680–1818), Lukas (1818–1945)
5. Patzelt (1640–1773), Richter (1773–1827)
6. Reichel (1660–1816)
7. Fossel (1670–1695), Streit (1695–1945)
8. Glöckner (1828), Hauptvogel (1828–1848), Hübner (1851–1863)
9. Frischholz (1769–1811), Tunkel (1811–1945)
10. 1920 unbewohnt
11. Eisenhammer (1884–1945)[4]